# Galium fruticosum
Galium fruticosum là một loài thực vật có hoa trong họ Thiến thảo. Loài này được Willd. mô tả khoa học đầu tiên năm 1798.